# Lycaena
Lycaena är ett släkte av fjärilar som beskrevs av Fabricius 1807. Lycaena ingår i familjen juvelvingar.

## Bildgalleri

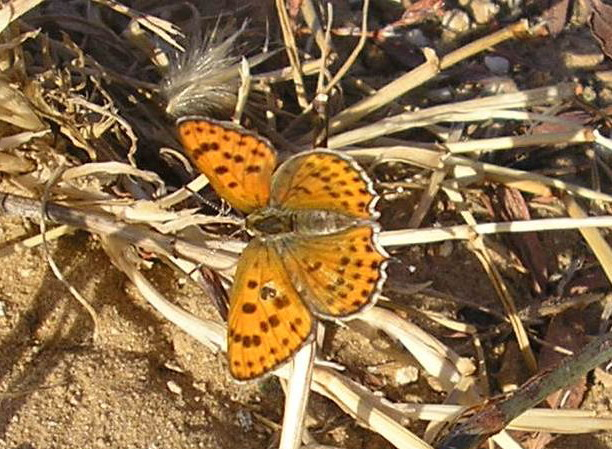
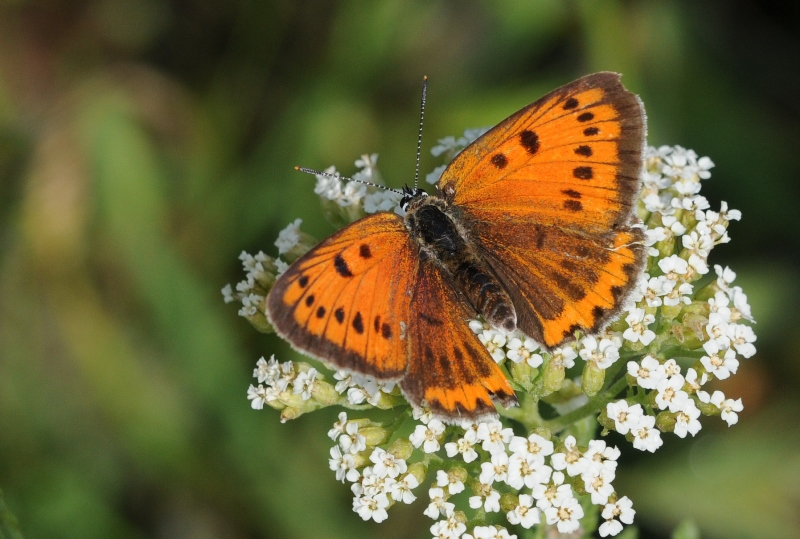
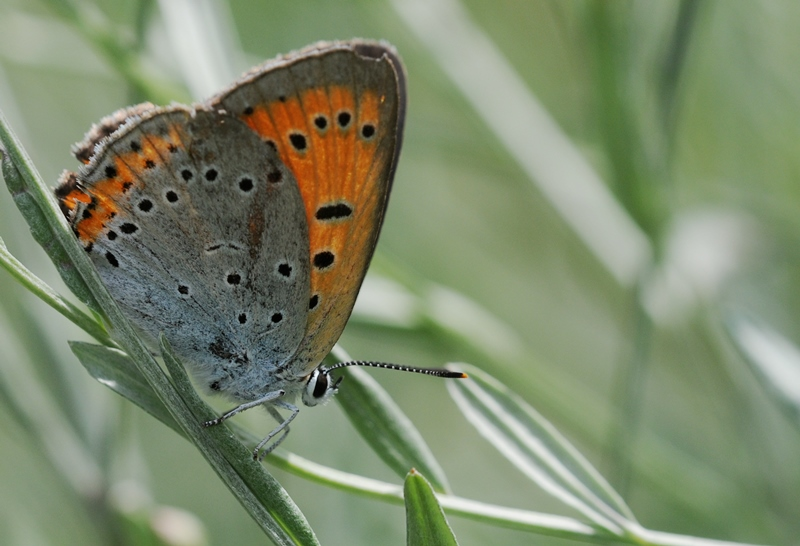
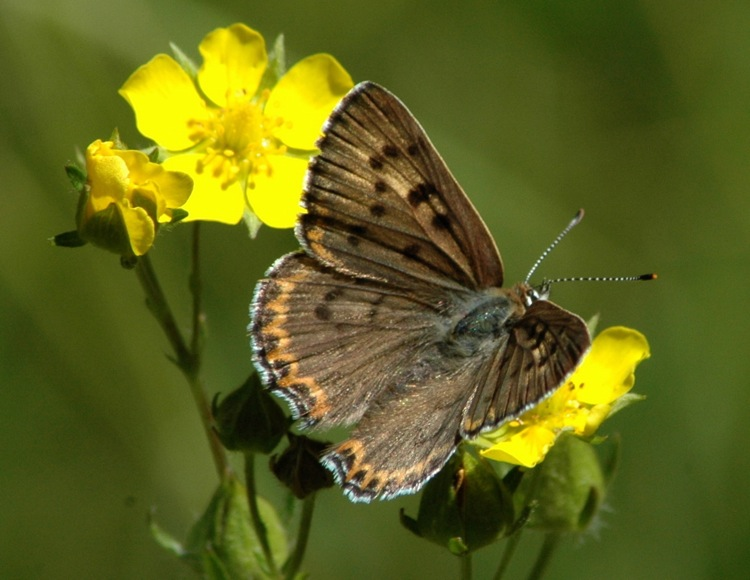
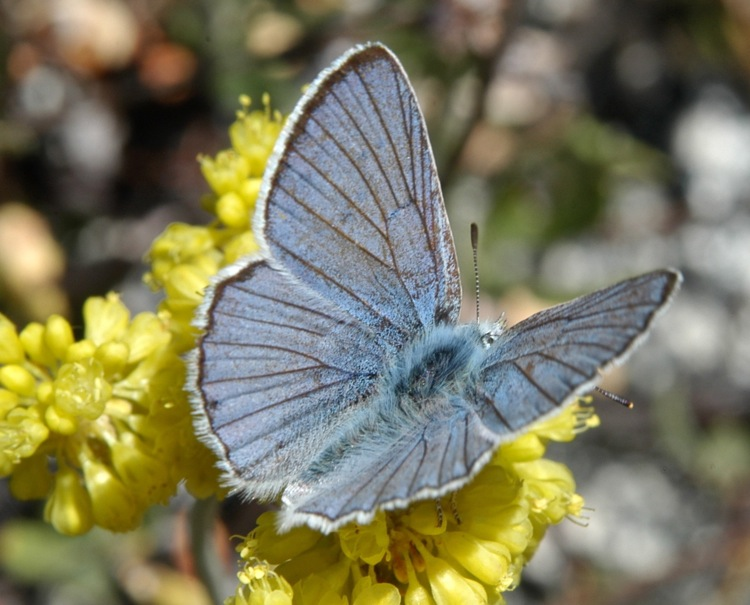

## Dottertaxa tillLycaena, i alfabetisk ordning[1][2]
- Lycaena abbottii
- Lycaena achaja
- Lycaena acmon
- Lycaena addenda
- Lycaena aditya
- Lycaena aedon
- Lycaena aegagrus
- Lycaena aegera
- Lycaena aegestis
- Lycaena aegina
- Lycaena aeolus
- Lycaena aestiva
- Lycaena aestivaecaudata
- Lycaena aestivus
- Lycaena aetnaea
- Lycaena afra
- Lycaena aihona
- Lycaena alaina
- Lycaena alba
- Lycaena albacaudata
- Lycaena albicans
- Lycaena albidoflava
- Lycaena albipicta
- Lycaena albipuncta
- Lycaena albocellata
- Lycaena albopunctata
- Lycaena alciphron
- Lycaena alexandra
- Lycaena allardi
- Lycaena alpium
- Lycaena alpiumclara
- Lycaena altuiana
- Lycaena amdoensis
- Lycaena americana
- Lycaena amphyssina
- Lycaena anamariae
- Lycaena andicola
- Lycaena angustimargo
- Lycaena annetta
- Lycaena antenigrescens
- Lycaena anteroalba
- Lycaena anthracina
- Lycaena antibasijuncta
- Lycaena antinigrescens
- Lycaena apennina
- Lycaena apicalisjuncta
- Lycaena apicepunctata
- Lycaena araraticus
- Lycaena arcana
- Lycaena arcas
- Lycaena arcus
- Lycaena ardates
- Lycaena ardschira
- Lycaena arethusa
- Lycaena argentata
- Lycaena argentina
- Lycaena argola
- Lycaena aricia
- Lycaena arionides
- Lycaena arionidula
- Lycaena artemenes
- Lycaena arthurus
- Lycaena asabinus
- Lycaena asamensis
- Lycaena ashretha
- Lycaena aster
- Lycaena athamantis
- Lycaena atra
- Lycaena attenuata
- Lycaena aucta
- Lycaena aurata
- Lycaena aurcomicaus
- Lycaena auronitens
- Lycaena auroradiata
- Lycaena azurea
- Lycaena babhru
- Lycaena bajuvaricus
- Lycaena balucha
- Lycaena baralacha
- Lycaena baroghila
- Lycaena basijuncta
- Lycaena basilijuncta
- Lycaena basilipuncta
- Lycaena basinovopuncta
- Lycaena batavus
- Lycaena bathinia
- Lycaena bellona
- Lycaena berezowskii
- Lycaena bergeri
- Lycaena berviniensis
- Lycaena bilineata
- Lycaena bilucha
- Lycaena bimaculatus
- Lycaena bipunctata
- Lycaena boldenarum
- Lycaena borodowskyi
- Lycaena bourdouxhei
- Lycaena bracteata
- Lycaena brandti
- Lycaena browni
- Lycaena brunnea
- Lycaena brunnescens
- Lycaena buddhista
- Lycaena burdigalensis
- Lycaena caduca
- Lycaena caeca
- Lycaena caeligena
- Lycaena caerulea
- Lycaena caeruleofasciata
- Lycaena caeruleopunctata
- Lycaena calliopis
- Lycaena cana
- Lycaena candrena
- Lycaena carueli
- Lycaena caudata
- Lycaena caudatus
- Lycaena celona
- Lycaena centralitaliae
- Lycaena centriconjuncta
- Lycaena centroelongata
- Lycaena centro-juncta
- Lycaena chamanica
- Lycaena charlottensis
- Lycaena charybdis
- Lycaena chinensis
- Lycaena chitralensis
- Lycaena chitralica
- Lycaena chlorina
- Lycaena chrysaeis
- Lycaena chryseis
- Lycaena chrysopis
- Lycaena cleobella
- Lycaena cleobis
- Lycaena coccineus
- Lycaena coeca
- Lycaena coelestina
- Lycaena coeruleabasalis
- Lycaena coeruleopuncta
- Lycaena cogina
- Lycaena coloradensis
- Lycaena comedarum
- Lycaena communa
- Lycaena confluentiamultiplex
- Lycaena conformis
- Lycaena conjugens
- Lycaena continentalis
- Lycaena coreana
- Lycaena cottlei
- Lycaena couteaui
- Lycaena cuneata
- Lycaena cuneifera
- Lycaena cuneigera
- Lycaena cupreopunctata
- Lycaena cuprinus
- Lycaena cuprotus
- Lycaena cyane
- Lycaena cyanogyne
- Lycaena cyllarus
- Lycaena cyna
- Lycaena cyrenaica
- Lycaena daedalus
- Lycaena dagmara
- Lycaena dahurica
- Lycaena daimio
- Lycaena daisensis
- Lycaena dalmatina
- Lycaena dardanus
- Lycaena davidi
- Lycaena decidia
- Lycaena decolorata
- Lycaena delicatula
- Lycaena delsud
- Lycaena depreei
- Lycaena depuncta
- Lycaena deschagati
- Lycaena deserticola
- Lycaena dextroalba
- Lycaena diana
- Lycaena difficilis
- Lycaena dis
- Lycaena discoelongata
- Lycaena discojuncta
- Lycaena dispar
- Lycaena distalba
- Lycaena doibosatsuzuana
- Lycaena doii
- Lycaena dschagatai
- Lycaena eberti
- Lycaena editha
- Lycaena edna
- Lycaena egyptiaca
- Lycaena elamita
- Lycaena elbursina
- Lycaena eleus
- Lycaena eleuscaeruleopunctata
- Lycaena ella
- Lycaena elliptica
- Lycaena elunata
- Lycaena elvira
- Lycaena embla
- Lycaena enysii
- Lycaena epodes
- Lycaena errans
- Lycaena estonica
- Lycaena ethiopica
- Lycaena eunomia
- Lycaena euphemia
- Lycaena evansii
- Lycaena excessa
- Lycaena exilis
- Lycaena exiloides
- Lycaena explicata
- Lycaena extensa
- Lycaena extensaconjuncta
- Lycaena extincta
- Lycaena exuta
- Lycaena falcata
- Lycaena fasciata
- Lycaena fasciatacaeruleopunctata
- Lycaena fasciatus
- Lycaena feildeni
- Lycaena felicis
- Lycaena feredayi
- Lycaena festivus
- Lycaena fieldeni
- Lycaena flacata
- Lycaena flavens
- Lycaena florencia
- Lycaena florenciae
- Lycaena fortunata
- Lycaena fredegunda
- Lycaena fugitiva
- Lycaena fulgurata
- Lycaena fulvus
- Lycaena fusca
- Lycaena fuscata
- Lycaena fuscatacaudata
- Lycaena gabori
- Lycaena galathea
- Lycaena gilgitica
- Lycaena gnoma
- Lycaena gordius-albescens
- Lycaena gordius-naryna
- Lycaena gorgon
- Lycaena gracilis
- Lycaena gravenotata
- Lycaena griqua
- Lycaena grisescens
- Lycaena gronieri
- Lycaena gunderi
- Lycaena hakutozana
- Lycaena hanna
- Lycaena harae
- Lycaena helena
- Lycaena helle
- Lycaena henryae
- Lycaena heteronea
- Lycaena heyni
- Lycaena hibernica
- Lycaena hippothoe
- Lycaena hobartensis
- Lycaena hozanensis
- Lycaena hungarica
- Lycaena hunza
- Lycaena hyacinthus
- Lycaena hübneri
- Lycaena hyperborea
- Lycaena hypoxanthe
- Lycaena ianthe
- Lycaena ianthina
- Lycaena iburiensis
- Lycaena ida
- Lycaena ignita
- Lycaena ignitacaudata
- Lycaena ignitus
- Lycaena ignorata
- Lycaena imanishii
- Lycaena impunctata
- Lycaena indica
- Lycaena indicus
- Lycaena infraextensa
- Lycaena infrapallida
- Lycaena infraparvipuncta
- Lycaena infraradiata
- Lycaena infrarfolineata
- Lycaena infuscata
- Lycaena initia
- Lycaena initiacaudata
- Lycaena insignis
- Lycaena insulicola
- Lycaena intermedia
- Lycaena iris
- Lycaena irmae
- Lycaena ishidae
- Lycaena italiae
- Lycaena jaloka
- Lycaena janigena
- Lycaena japhetica
- Lycaena japonica
- Lycaena juncta
- Lycaena junctacaudata
- Lycaena karinda
- Lycaena kasmira
- Lycaena kasyapa
- Lycaena kazamoto
- Lycaena kenteana
- Lycaena kiyokoae
- Lycaena klaphecki
- Lycaena klotsi
- Lycaena koa
- Lycaena kochi
- Lycaena kogistana
- Lycaena kollari
- Lycaena kozhantshikovi
- Lycaena kurilensis
- Lycaena kuriliphlaeas
- Lycaena lactriana
- Lycaena laetifica
- Lycaena lampehe
- Lycaena lampertii
- Lycaena lampon
- Lycaena lamponides
- Lycaena lampsie
- Lycaena latefasciata
- Lycaena latimargo
- Lycaena latomarginata
- Lycaena leela
- Lycaena li
- Lycaena lilacina
- Lycaena limbata
- Lycaena limbopunctata
- Lycaena luana
- Lycaena luctuosa
- Lycaena lulu
- Lycaena lunulata
- Lycaena lusitanicus
- Lycaena luxurians
- Lycaena lycidas
- Lycaena lyrnessa
- Lycaena lysizone
- Lycaena macra
- Lycaena magnipuncta
- Lycaena major
- Lycaena mandersi
- Lycaena mandin
- Lycaena mandschuria
- Lycaena mangoensis
- Lycaena marcida
- Lycaena marginemaculata
- Lycaena mariposa
- Lycaena maritima
- Lycaena marteniana
- Lycaena mashuna
- Lycaena mathewi
- Lycaena matsumuranus
- Lycaena maui
- Lycaena mauritanica
- Lycaena maxima
- Lycaena mcdunnoughi
- Lycaena meadi
- Lycaena megnifica
- Lycaena mela
- Lycaena melania
- Lycaena melanophlaeas
- Lycaena melanotoxa
- Lycaena meleager
- Lycaena melibaeus
- Lycaena melimona
- Lycaena menelieki
- Lycaena metallica
- Lycaena minor
- Lycaena minuta
- Lycaena miris
- Lycaena mirza
- Lycaena mithridates
- Lycaena moneta
- Lycaena montana
- Lycaena morgani
- Lycaena morsheadi
- Lycaena muratae
- Lycaena muzaffar
- Lycaena myrmecias
- Lycaena nadira
- Lycaena nais
- Lycaena napaea
- Lycaena narsana
- Lycaena narua
- Lycaena naruena
- Lycaena neui
- Lycaena neurata
- Lycaena neurona
- Lycaena nigra
- Lycaena nigrescens
- Lycaena nigrioreleus
- Lycaena nigroapicata
- Lycaena nigrolineata
- Lycaena nivalis
- Lycaena nuksani
- Lycaena oberthuri
- Lycaena obliterata
- Lycaena oblitescens
- Lycaena obscura
- Lycaena obscurior
- Lycaena obsoleta
- Lycaena obsoletacaeruleopunctata
- Lycaena ogumae
- Lycaena oiwakeana
- Lycaena oranigra
- Lycaena orbitulus
- Lycaena orbona
- Lycaena ornata
- Lycaena ortygia
- Lycaena orus
- Lycaena ouang
- Lycaena oxiana
- Lycaena pallida
- Lycaena panava
- Lycaena pang
- Lycaena paradoxa
- Lycaena parallela
- Lycaena partimauroradiata
- Lycaena parva
- Lycaena parvipuncta
- Lycaena patago
- Lycaena paucimaculata
- Lycaena paucipuncta
- Lycaena paucipunctata
- Lycaena paula
- Lycaena pavana
- Lycaena peninsulae
- Lycaena penroseae
- Lycaena perparva
- Lycaena persephatta
- Lycaena pervulgatus
- Lycaena phaenicurus
- Lycaena phiala
- Lycaena phlaeas
- Lycaena phlaeoides
- Lycaena phoebus
- Lycaena phryxis
- Lycaena phyllides
- Lycaena phyllis
- Lycaena pluripuncta
- Lycaena polaris
- Lycaena polyphemus
- Lycaena postcarueli
- Lycaena postdisconulla
- Lycaena posteroalba
- Lycaena posthumus
- Lycaena posticeoatrata
- Lycaena postistriata
- Lycaena postnigricosta
- Lycaena povolnyi
- Lycaena pretiosa
- Lycaena primus
- Lycaena pseudobajuvaricus
- Lycaena pseudoborealis
- Lycaena pseudophlaeas
- Lycaena punctata
- Lycaena punctifera
- Lycaena punctisnigrisremotis
- Lycaena purpurascens
- Lycaena purpureotincta
- Lycaena pusilla
- Lycaena pygmaea
- Lycaena quadriocularis
- Lycaena radiata
- Lycaena ramaini
- Lycaena rauparaha
- Lycaena rebeli
- Lycaena rectaserie
- Lycaena reducta
- Lycaena remota
- Lycaena remotajuncta
- Lycaena reticulum
- Lycaena roxane
- Lycaena ruberrothei
- Lycaena rubrimaculata
- Lycaena rubrohastata
- Lycaena rufescens
- Lycaena rufomarginata
- Lycaena rufomargo
- Lycaena rustica
- Lycaena rutilans
- Lycaena rutilus
- Lycaena saetosus
- Lycaena sagittifera
- Lycaena salustius
- Lycaena saportae
- Lycaena schmidtii
- Lycaena schmidtiicaudata
- Lycaena schneideri
- Lycaena scintillata
- Lycaena scylla
- Lycaena selzeri
- Lycaena semialba
- Lycaena semiargus
- Lycaena semibrunnea
- Lycaena semilimbata
- Lycaena seminigra
- Lycaena semiobscurata
- Lycaena semischmidtii
- Lycaena serica
- Lycaena serpentatoides
- Lycaena serrula
- Lycaena shandura
- Lycaena shima
- Lycaena shiriyensis
- Lycaena sibiricanus
- Lycaena sinensis
- Lycaena sinina
- Lycaena snowi
- Lycaena speciosa
- Lycaena splendens
- Lycaena spoliata
- Lycaena squalida
- Lycaena standfussi
- Lycaena steevenii
- Lycaena stempfferi
- Lycaena sternitzkyi
- Lycaena stigmatica
- Lycaena stigmatosa
- Lycaena strephon
- Lycaena stygianus
- Lycaena subauratus
- Lycaena subbrunnea
- Lycaena subcuprea
- Lycaena subobsoleta
- Lycaena subradiata
- Lycaena subtuorufomarginata
- Lycaena subtusdiscoelongata
- Lycaena subtusfereradiata
- Lycaena subtusimpunctata
- Lycaena subunicolor
- Lycaena suffusa
- Lycaena suffusaargentea
- Lycaena suldensis
- Lycaena superba
- Lycaena superlunulata
- Lycaena suppressa
- Lycaena supradiscoelongata
- Lycaena supraminorpunctat
- Lycaena supraradiata
- Lycaena supressa
- Lycaena susanus
- Lycaena sutleja
- Lycaena svenhedini
- Lycaena takamukui
- Lycaena tama
- Lycaena tancrei
- Lycaena tarbagata
- Lycaena tartarus
- Lycaena taurica
- Lycaena tauricus
- Lycaena teshionis
- Lycaena theages
- Lycaena themis
- Lycaena thersandrus
- Lycaena thetis
- Lycaena thibetensis
- Lycaena thoe
- Lycaena timeus
- Lycaena timida
- Lycaena tithonus
- Lycaena tityrus
- Lycaena tomyris
- Lycaena torgouta
- Lycaena transiens
- Lycaena transversa
- Lycaena tristis
- Lycaena trita
- Lycaena tseng
- Lycaena tsugaruensis
- Lycaena turanica
- Lycaena turcicus
- Lycaena turcmenica
- Lycaena typicacaudata
- Lycaena ultrarufomargo
- Lycaena ulysses
- Lycaena ungemachi
- Lycaena unilineata
- Lycaena unipuncta
- Lycaena ussura
- Lycaena uyei
- Lycaena walli
- Lycaena vandarbani
- Lycaena vanderbani
- Lycaena vanduzeei
- Lycaena webbi
- Lycaena venus
- Lycaena verityi
- Lycaena vernalis
- Lycaena vernus
- Lycaena versicolor
- Lycaena vespertilio
- Lycaena virgaureae
- Lycaena virgaureola
- Lycaena wiskotti
- Lycaena wormsbacheri
- Lycaena wyatti
- Lycaena xanthe
- Lycaena xanthica
- Lycaena xanthoides
- Lycaena yankardensis
- Lycaena yarigadakeana
- Lycaena younghusbandi
- Lycaena zahaltensis
- Lycaena zariaspa